# Scott MacNealy
Scott McNealy (Columbus, 13 novembre 1954) è un imprenditore statunitense.
È famoso soprattutto per aver co-fondato la società di tecnologia informatica Sun Microsystems nel 1982 insieme a Vinod Khosla, Bill Joy e Andy Bechtolsheim. Nel 2004, mentre era ancora alla Sun, McNealy ha fondato Curriki, un servizio di formazione online gratuito. Nel 2011 ha co-fondato Wayin, una società di visualizzazione e intelligenza sociale con sede a Denver. McNealy si è dimesso dalla sua posizione di CEO di Wayin nel 2016.

## Biografia
McNealy è nato a Columbus, nell'Indiana. È cresciuto a Bloomfield Hills, nel Michigan, dove suo padre, Raymond William McNealy Jr. (1927-2014), era vicepresidente della American Motors Corporation. Si è diplomato alla Cranbrook School, quindi ha conseguito un Bachelor of Arts in economia ad Harvard e un MBA presso la Stanford Graduate School of Business. 
A differenza della maggior parte delle persone coinvolte in industrie ad alta tecnologia, McNealy non proveniva dal mondo dei programmatori dilettanti o degli hacker hardware; invece ha iniziato a lavorare presso l'American Motors. In seguito è diventato direttore della produzione presso Onyx Systems, un fornitore di sistemi Unix basati su microprocessori.
Nel 1982, è stato contattato da un ex compagno di studi di Stanford, Vinod Khosla, per fornire la necessaria leadership organizzativa e aziendale per Sun Microsystems. Sun, insieme ad aziende come Apple Inc., Silicon Graphics, 3Com e Oracle Corporation, faceva parte di un'ondata di startup di successo nella Silicon Valley della California all'inizio e alla metà degli anni '80. Il nome "Sun" deriva dal progetto informatico originale del cofondatore Andy Bechtolsheim della Stanford University Network (SUN), SUN Workstation.
Nel 1984, McNealy ha assunto il ruolo di CEO da Khosla, che alla fine avrebbe lasciato la società nel 1985. Il 24 aprile 2006, McNealy si è dimesso da CEO dopo aver ricoperto quella posizione per 22 anni e ha ceduto il lavoro a Jonathan Schwartz. McNealy è uno dei pochi amministratori delegati di una grande società ad aver avuto un mandato di oltre vent'anni.
Secondo il libro The Decline and Fall of Nokia, Scott McNealy era il "candidato dei sogni" a diventare CEO di Nokia nel 2010. Tuttavia, McNealy ha detto che non gli è stato offerto il lavoro.
Nel 2017, Scott è entrato a far parte della startup 18Birdies dell'app per il golf come advisor ed equity partner.
All'inizio del 2018 è entrato a far parte del comitato consultivo di Redis Labs.
Nel 2010, lo stesso anno in cui Oracle Corporation ha acquistato Sun, McNealy ha co-fondato la società di social media intelligence Wayin. La nuova impresa non è stata ampiamente coperta dai media: il giorno in cui ha invitato i giornalisti a casa sua per lanciare Wayin, è stato lo stesso giorno in cui è morto il co-fondatore di Apple Steve Jobs. Il loro prodotto è un negozio di applicazioni per i marchi che pubblicano autonomamente campagne pubblicitarie interattive utilizzando risorse digitali riutilizzabili, eliminando la maggior parte dei costi coinvolti nella fornitura di pubblicità digitale multicanale.
Wayin ha cercato e si è fuso con EngageSciences nel 2016, per acquisire personale senior e diversificare il proprio mercato. Nel maggio dello stesso anno, McNealy si è dimesso da CEO e il capo di EngageSciences Richard Jones è diventato CEO della società combinata.
Nel luglio 2019, Wayin è stata acquisita da Cheetah Digital.

## Vita privata
È sposato con Susan McNealy; vivono in Nevada e hanno quattro figli: Maverick , Dakota, Colt e Scout. 
È noto per essere un appassionato giocatore di hockey sul ghiaccio ed è stato classificato come uno dei migliori giocatori di golf. McNealy si è auto-definito ironicamente un "maestro di golf" piuttosto che uno scienziato informatico. È il commissario della Alternative Golf Association (conosciuta come "Flogton").